# D916 (Somme)
De D916 is een departementale weg in het Noord-Franse departement Somme. De weg loopt van Doullens via Bouquemaison naar de grens met Pas-de-Calais. In Pas-de-Calais loopt de weg als D916 verder naar Saint-Pol-sur-Ternoise en Duinkerke.

## Geschiedenis
Oorspronkelijk was de D916 onderdeel van de N16. In 1973 werd de weg overgedragen aan het departement Somme, omdat de weg geen belang meer had voor het doorgaande verkeer. De weg is toen omgenummerd tot D916.